# Mamma Mia! Отново заедно
„Mamma Mia! Отново заедно“ (на английски: Mamma Mia! Here We Go Again) е романтично-комедиен мюзикъл от 2018 г., написан и режисиран от Ол Паркър, по сюжета на Паркър, Катрин Джонсън и Ричард Къртис. Това е последващо действие на филма „Mamma Mia!“ от 2008 г., който е базиран на едноименния мюзикъл с песните на АББА. Във филма участват Доминик Купър, Аманда Сайфред, Пиърс Броснан, Колин Фърт, Стелан Скарсгорд, Джеръми Ървайн, Джош Дилън, Хю Скинър, Лили Джеймс, Джесика Кинън Уин, Алекса Дейвис, Кристин Барански, Джули Уолтърс, Анди Гарсия, Мерил Стрийп и Шер. Като прелюдия и продължение, сюжетът се развива след събитията на предишния филм, и се пресича с ретроспекции в младостта на Дона през 1979 г., с някои сцени от двата периода от време, които се отразяват една в друга.
По време на финансовия успех на първия филм, „Юнивърсъл Пикчърс“ дълго интересуваше за продължение. Филмът е официално обявен през май 2017 г., докато Паркър е нает да напише сценария и да режисира филма. През юни 2017 г., членовете на актьорския състав потвърдиха участията си, докато Лили Джеймс е одобрена за ролята на младата Дона през юли. Снимките се провеждат от август до декември 2017 г. в Хърватия, Бордо, Стокхолм, Оксфорд и Хамптън и в „Шепертън Студиос“. Като съвместно предприятие между САЩ и Великобритания, филмът е копродуциран от „Плейтоун“, „Литълстар Продъкшънс“ и „Леджендари Ентъртейнмънт“.
Премиерата на филма се състои в „Хамърсмит Аполо“ в Лондон на 16 юли 2018 г., и е пуснат във Великобритания и САЩ на 20 юли 2018 г.
Филмът е посветен в памет на сценографа Алън Макдоналд.

## Актьорски състав
| Роля                        | Изпълнител                                      |
| --------------------------- | ----------------------------------------------- |
| Софи Шеридан                | Аманда Сайфред                                  |
| Дона Шеридан-Карамайкъл     | Мерил Стрийп Лили Джеймс (като млада)           |
| Скай                        | Доминик Купър                                   |
| Таня Чисъм-Лий              | Кристин Барански Джесика Кинън Уин (като млада) |
| Роузи Мълиган               | Джули Уолтърс Алекса Дейвис (като млада)        |
| Сам Кармайкъл               | Пиърс Броснан Джеръми Ървайн (като млад)        |
| Хари Брайт                  | Колин Фърт Хю Скинър (като млад)                |
| Бил Андерсън                | Стелан Скарсгорд Джош Дилън (като млад)         |
| Сеньор Фернандо Сиенфугеос  | Анди Гарсия                                     |
| Руби Шеридан                | Шер                                             |
| София                       | Мария Вакратсис                                 |
| Лазарос                     | Панос Моузоуракис                               |
| Вицеканцлер на университета | Силия Имри                                      |
| Гръцки митничар             | Омид Джалили                                    |
| Алексио                     | Джерард Монако                                  |
| Господин Тайама             | Того Игава                                      |
| Юмико                       | Наоко Мори                                      |
| Доктор Индж Хорват          | Анастасия Хил                                   |

## В България
В България филмът е пуснат по кината на същата дата от „Форум Филм България“.
На 26 ноември 2018 г. е издаден на DVD от „А Плюс Филмс“.
На 20 септември 2021 г. е излъчен премиерно по „Би Ти Ви Синема“ в понеделник от 21:00 ч.
Български дублаж
| Озвучаващи артисти  | София Джамджиева Петя Абаджиева Яница Митева Симеон Владов Момчил Степанов |
| Преводач            | Живко Тодоров                                                              |
| Тонрежисьор         | Ирина Тодорова                                                             |
| Режисьор на дублажа | Веселина Стоилова                                                          |